# Habitatge al carrer Major, 16 (Tàrrega)
L'Habitatge al carrer Major, 16 és una casa eclèctica de Tàrrega (Urgell) protegida com a bé cultural d'interès local.
És un edifici format per planta baixa i tres pisos, d'un notable senzillesa fins a la llinda del segon pis, a partir d'aquesta hi ha una sèrie de mènsules i altres elements de notable interès. Està tot l'edifici arrebossat si bé en bastant mal estat. Es va construir l'any 1800 i va tenir reformes important l'any 1955.